# Der Albatros (Erzählung)
Der Albatros ist der deutsche Titel einer 1957 erschienenen Kriminalerzählung (Originaltitel: The Albatross) von Charlotte Armstrong. Die deutsche Erstausgabe erschien im Diogenes Verlag unter dem Titel Verschwörung gegen Miss Pomeroy zusammen mit fünf weiteren Erzählungen, wobei die Erzählung Der Albatros mehr als ein Drittel des gesamten Textes dieser Ausgabe ausmacht.

## Inhalt
Das Ehepaar Gardner übernachtet auf der Heimreise in einem Motel. Während Tom noch die Karte studiert, schläft Esther ein. Als sie aufwacht, steht ein fremder Mann neben ihrem Bett. Auf ihr Schreien hin kommt ihr Tom aus dem Nebenzimmer zu Hilfe und schlägt den Eindringling nieder, der daraufhin für einen Moment bewusstlos ist. Es stellt sich heraus, dass es ein betrunkener Mitbewohner des Motels ist, der sich schließlich entschuldigt und zurückzieht. Zu Hause angekommen, lesen die Gardners ein paar Tage später in der Zeitung, dass dieser Mann, kurz nachdem er am Tag nach dem Zusammentreffen selbst zu Hause war, plötzlich und ohne erkennbare Ursache tot zusammengebrochen sei. Da sie glauben, er sei unbemerkten Verletzungen zum Opfer gefallen, die Tom ihm durch den Niederschlag beigebracht hatte, suchen sie die Witwe dieses Mannes, Audrey Caldwell, und deren behinderte Schwester Joan, auf. Audrey  hat Verständnis für Toms Handeln und macht ihm keine Vorwürfe. Da sie aber nach dem Tod ihres Mannes mittellos zu sein scheint, nehmen Tom und Esther die beiden Frauen in ihrem Haus auf. Tom plagen Schuldgefühle, die symbolisiert sind in dem Bild eines Albatros. Diesen Albatros musste in einer Kindererzählung, die Tom und Esther bekannt ist, ein Kind mit sich tragen zur Strafe, weil es den Vogel getötet hatte.
Esther beschleicht nach und nach der Verdacht, dass Audrey Toms Schuldgefühle ausnutzt und sich zwischen sie und ihn drängen will. Als sie Tom davon erzählt, glaubt er ihr nicht und ergreift Partei für Audrey. Esther, die fürchtet, ihren Mann zu verlieren und aus dem Haus verdrängt zu werden, stellt Ermittlungen an. So erfährt sie, dass Audreys Mann nicht an den Verletzungen starb, die ihm Tom beigebracht hatte, als er ihn niederschlug, sondern daran, dass die eifersüchtige Joan Audreys Mann mit dem Rollstuhl umgefahren hatte. Das Ehepaar Gardener kam kurz danach zufällig gerade zur rechten Zeit, um die Schuld auf sich zu nehmen und darüber hinaus für den Unterhalt von Audrey und Joan zu sorgen.
 Nachdem Joan versucht hat, auch Esther mit ihrem Rollstuhl zu töten, gelingt es  Esther schließlich, sowohl den ermittelnden Polizisten als auch Tom von ihrer Version zu überzeugen und den beiden Frauen eine Falle zu stellen.
Tom kann seinen „Albatros“, d. h. seine Schuldgefühle ablegen, Joan begeht Selbstmord und Audrey muss sich nun Ermittlungen wegen Anstiftung zum Mord stellen.

## Deutsche Erstausgabe
Der Albatros, erschienen in: Verschwörung gegen Miss Pomeroy, Diogenes Verlag Zürich, 1994, ISBN 3-257-22652-7